# Аткарск (станция)
Атка́рск — станция Приволжской железной дороги на линии Ртищево — Саратов (линия электрифицирована), с движением в четырёх направлениях: на Саратов, Ртищево, Вольск, Калининск. Расположена в одноимённом городе Аткарске Саратовской области. Через станцию осуществляются пассажирские перевозки на Алма-Ату, Брест, Берлин, Киев, Астану, Балаково, Махачкалу, Нижний Новгород, Казань,Харьков, Ташкент, Ртищево, Волгоград, Москву, Саратов, Астрахань, Санкт-Петербург, Мурманск.

## История
Открыта в 1871 году как станция железной дороги линии Тамбов — Саратов. В 1893 году построена линия на Вольск, а в 1895 году — на Калининск. Город превратился в крупный железнодорожный и промышленный узел.

## Поезда дальнего следования
По состоянию на июль 2021 года через станцию курсируют следующие поезда дальнего следования:
| № поезда    | Маршрут движения               | № поезда     | Маршрут движения               |
| ----------- | ------------------------------ | ------------ | ------------------------------ |
| 5 «Лотос»   | Астрахань — Москва             | 6 «Лотос»    | Москва — Астрахань             |
| 9 «Саратов» | Саратов — Москва               | 10 «Саратов» | Москва — Саратов               |
| 17          | Саратов — Москва               | 18           | Москва — Саратов               |
| 31          | Саратов — Москва               | 32           | Москва — Саратов               |
| 47          | Балаково — Москва              | 48           | Москва — Балаково              |
| 85          | Махачкала — Москва             | 86           | Москва — Махачкала             |
| 109         | Астрахань — Санкт-Петербург    | 110          | Санкт-Петербург — Астрахань    |
| 133         | Дербент — Москва               | 134          | Москва — Дербент               |
| 137         | Саратов — Москва               | 138          | Москва — Саратов               |
| 307         | Саратов — Барановичи           | 308          | Барановичи — Саратов           |
| 339         | Новороссийск — Нижний Новгород | 340          | Нижний Новгород — Новороссийск |